# Unhocomo
Unhocomo (en portugués: ilha de Unhocomo) es el nombre que recibe una isla del océano Atlántico que pertenece geográficamente del archipiélago Bijagós, en el país africano de Guinea-Bisáu y que administrativamente pertenece al sector de Caravela en la región de Bolama. Se localiza al sur de la isla de Caravela y al este de las islas de Unhocomozinho (un poco más pequeña) y de la isla Uno.